# 샤바나 아즈미
샤바나 아즈미(힌디어: शबाना आज़मी, 영어: Shabana Azmi, 1950년 9월 18일 ~ )는 인도의 배우이다. 파드마 쉬리, 파드마 부산 서훈자이며, 내셔널 필름 어워드 여우주연상 5회(1974년, 82~84년, 98년), 필름페어상 여우주연상 3회(1977년, 83~84년), 2006년 필름페어상 공로상 수상자이다.

## 출연 작품
- 더 블랙 프린스 (2017)
- 니르자 (2016)
- 릴럭턴트 펀더멘탈리스트 (2012)
- 한밤의 아이들 (2012)
- 어 디센트 어레인지먼트 (2011)
- It's a Wonderful Afterlife (2010)
- 럭 바이 찬스 (2009)
- 볼리우드 아이돌 선발대회 (2007)
- 옴 샨티 옴 (2007)
- 움라오 잔 (2006)
- 스파이더 (2002)
- 어스 (1998)
- 파이어 (1996)
- 구류 중 (1993)
- 핑크 팬더 8 - 핑크 팬더의 아들 (1993)
- 꿈의 도시 (1992)
- 시티 오브 조이 (1992)
- 서든리, 원 데이 (1989)
- 마담 소사츠카 (1988)
- 벵골의 밤 (1988)
- 더 크로싱 (1984)
- 사아힐 (1984)
- 폐허 (1983)
- 플라이트 오브 피전스 (1979)
- 더 체스 플레이어 (1977)